# Evangeliario di Durrow
L'Evangeliario di Durrow è un manoscritto miniato, ora conservato alla Trinity College Library di Dublino (Ms. 57), scritto in maiuscole irlandesi di tipo arcaico, proveniente dal monastero di Durrow nella contea di Offaly in Irlanda. 
Il libro, decorato da un unico amanuense secondo lo stile dell'arte insulare, fu composto attorno alla seconda metà del VII secolo, forse intorno al 680, in Irlanda o a Iona. L'inchiostro usato è nero, rosso, verde e giallo. Ha all'inizio diverse pagine con i simboli degli evangelisti e i canoni di concordanza inquadrati da ornamentazioni a intreccio. 
Comprende i quattro vangeli nella edizione latina della vulgata.
Ogni vangelo è introdotto da tre pagine miniate; la prima con il simbolo dell'evangelista, dove i simboli sono collocati su uno sfondo non dipinto all'interno di un'elaborata bordura a intreccio.
|  |  |

Le altre due, l'una di fronte all'altra, hanno rispettivamente nell'una: decorazioni a intreccio, spirali e, in un caso, animali e nell'altra pagina di testo: grandi iniziali ugualmente decorate di spirali e intrecci.